# Гайдущина
Гайдущина (рос. Гайдущина) — колишній хутір у Панасівській сільській раді Любарського району Бердичівської округи Української РСР.

## Населення
У 1906 році в хуторі налічувалося 6 дворів з 46 жителями, у 1923 році — 121 мешканець, дворів — 28.
Відповідно до перепису населення СРСР 17 грудня 1926 року, чисельність населення становила 140 осіб, з них 75 чоловіків та 65 жінок; за національністю: українців — 104, поляків — 36. Кількість господарств — 26.

## Історія
Час заснування — 1846 рік. У 1906 році — хутір Любарської волості (5-го стану) Новоград-Волинського повіту Волинської губернії. Відстань до повітового центру, м. Новоград-Волинський, становила 104 версти, від волосного центру, містечка Любар — 10 верст. Найближче поштово-телеграфне відділення розміщувалося у Любарі.
У березні 1921 року, в складі волості, переданий до новоутвореного Полонського повіту Волинської губернії. У 1923 році увійшов до складу новоствореної Панасівської сільської ради, яка 7 березня 1923 року включена до складу новоутвореного Любарського району Житомирської округи. Розміщувався за 12 верст від районного центру, міст. Любар, та за 4 версти — від центру сільської ради, с. Панасівка.
17 червня 1925 року Любарський район передано до складу Бердичівської округи. Відстань до центру сільської ради с. Панасівка становила 3 версти, до районного центру, міст. Любар — 12 верст, до окружного центру в Бердичеві — 49 верст, до найближчої залізничної станції Печанівка — 20 верст.
Виключений з обліку населених пунктів до 1 жовтня 1941 року.